# Zancleidae
Die Zancleidae sind eine ausschließlich im Meer lebende Familie der Hydrozoen (Hydrozoa) aus dem Stamm der Nesseltiere (Cnidaria). Es handelt sich um eine sehr kleine Familie mit derzeit etwa 36 Arten in drei Gattungen.

## Merkmale
Die Hydroidpolypen wachsen kolonial und stolonal; die Stolonen kriechend. Stiele sind vorhanden, oft aber auch sehr kurz. Die Polypen können monomorph oder polymorph sein. Die Gastrozooide (Fresspolypen) sind zylindrisch oder spindelförmig, entweder mit einem Kranz capitater Tentakeln um den Mund und vielen verteilten capitaten oder perlschnurförmigen Tentakeln, oder mit reduzierten capitaten Tentakeln oder auch ohne Tentakeln. Die Gonozooide (Geschlechtspolypen) und Dayctolozooide (Wehrpolypen), wenn vorhanden mit capitaten Tentakeln, oder die Tentakel sind reduziert zu Nesselzellenfeldern.
Die Meduse besitzt einen gerundeten Schirm mit vier perradialen Nesselzellenfeldern. Die Felder sind oval, keulenförmig, länglich oder linear. Die Nesselzellen gehören für gewöhnlich zum Stenotelen-Typ. Das Manubrium ist zylindrisch geformt mit einem einfachen Mund. Es sind vier radiale Kanäle vorhanden. Am Rand des Schirms sitzen zwei oder vier hohle Tentakel, jeder mit abaxialen, gestielten Cnidophoren, die aus makrobasischen Eurytelen bestehen. Die Tentakel können aber auch fehlen. Ocelli sind keine vorhanden.

## Geographische Verbreitung und Lebensraum
Die Familie ist weltweit vor allem in den tropischen Gewässern verbreitet.

## Systematik
Die Familie beinhaltet derzeit drei Gattungen mit etwa 36 Arten. Die von Jacques Picard 1957 vorgeschlagene Familie Halocorynidae ist ein jüngeres Synonym von Zancleidae.
- Familie Zancleidae Russell, 1953 (inkl. Halocorynidae Picard, 1957)
  - Gattung Halocoryne Hadzi, 1917
  - Gattung Zanclea Gegenbaur, 1856
  - Gattung Zanclella Boero & Hewitt, 1992

### Online
- Hydrozoa Directory